# 33-то основно училище „Санкт Петербург“
33 ОУ „Санкт Петербург“ е основно училище в София, България.
Наименувано е на град Санкт Петербург – втория по големина в Люлин. Разположено е на улица 308 в ж.к. „Люлин-3“. В него се обучават над 500 деца от предучилищни подготвителни групи до 7-и клас включително.
Училището разполага с 2 физкултурни салона, зала за репетиции на хореографските групи, танцова зала, два специализирани кабинета по информационни технологии (работи само един кабинет), библиотека и видео-зала, столова за учениците от 1 до 4 клас, плувен басейн и много извънкласни дейности и модули. Училището разполага също така и с логопедичен кабинет.
Училището предлага образование, съобразено с националните и европейски стандарти.

## Възпитаници
- Лора Крумова
- Галина Щърбева
- Мартин Димитров